# Josep Nebot i Pérez
Benet Josep Nebot i Pérez (Vila-real, 17 d’abril de 1853 - València, 24 de març de 1914), farmacèutic d’estudis i bibliotecari de professió, va ser un intel·lectual i home de lletres valencià, i un dels primers gramàtics valencians compromesos amb el moviment de la Renaixença.

## Biografia
Va nàixer a Vila-real en el si d’una família senzilla. El seu pare era mestre, i quedà orfe molt aviat. Estudià Gramàtica Llatina a Castelló de la Plana, i cursà els seus estudis secundaris al Seminari Central de València, l’única opció d’obtenir una bona formació per als fills de les famílies poc adinerades de la València del segle xix. Al cap de poc, però, abandonà els seus estudis eclesiàstics, per finalment cursar els de Gramàtica i Filosofia.
L’any 1870, amb només 17 anys, va traslladar-se a Barcelona per iniciar els estudis de Farmàcia a la Universitat de Barcelona. Tan bon punt es graduà, l’any 1874, va tornar a Vila-Real, on va obrir una farmàcia. Durant aquell període va entrar a formar part de l'Institut Mèdic Valencià, on coincidiria amb Juli Oltra i Josep Rodrigo Pertegàs, que serien propers al seu cercle ratpenatista. El 1890 va ingressar en el Cos Facultatiu d'Arxivers, Bibliotecaris i Arqueòlegs, i dos anys més tard va passar a exercir com a bibliotecari a la Facultat de Medicina de la Universitat de València.
Mentre una part de la seua vida intel·lectual (la més professional) estava lligada als camps de la farmacèutica i la medicina, una altra part important la destinà al món de les lletres. En aquest àmbit, a banda de la publicació de diverses obres literàries, destacà per les seues reflexions sobre el valencià, que es desenvoluparen principalment i al llarg de tota la seua vida a través de la col·laboració amb diverses publicacions periòdiques, i cristal·litzaren en la publicació de dues gramàtiques.
Entre els anys 1881 i 1885, va col·laborar amb la Revista de Castellón amb treballs de tipus literari i etnogràfic. L'any 1888 va traslladar-se a la ciutat de València per exercir com a redactor d'El Correo de Valencia, dirigit pel metge i lletrat Ramiro Ripollés, conegut de Nebot. En els seus articles, Nebot anà desplegant i conformat el seu pensament sobre la realitat i les necessitats de la llengua valenciana. Les seues afirmacions i les respostes que publicava en referència a articles d'altres autors sobre lingüística, van provocar que es veiés immers en més d'una polèmica, d'entre les quals destaca la que mantingué amb Antoni Maria Alcover.
En l'àmbit lingüístic i cultural també destaquen dos etapes de la seua vida. La participació en la formació de l'entitat cultural valenciana L'Oronella l'any 1888, fundada per Constantí Llombart i on fou vocal de la Junta Directiva i coincidí amb figures prominents de la cultura valenciana com Vicent Blasco Ibáñez, Constantí Gómez o Francesc Badenes i Dalmau. I, uns anys més tard, la seua implicació amb Lo Rat Penat, primer com a cap bibliotecari de l'entitat (1902-1904), després com a vicepresident (de l'any 1907 fins a l'agost de 1908), i, finalment, com a president accidental de la institució entre agost i octubre de 1908.
Quant a la seua vida familiar, la seua primera muller fou Àngela Sabater Algar, i es va casar en segones núpcies amb Maria Gràcia Guinot Monzó. Va tenir cinc fills: Josep, Joan, Juli, Àngela i Josep Pasqual. Benet Josep Nebot i Pérez va morir a la ciutat de València el 24 de març de 1914, havent dedicat la seua vida a desenvolupar una sèrie de coneixements que han quedat plasmats en la seua obra.

## Obra lingüística
L'interès de Nebot pel valencià el va conduir, malgrat no tenir una preparació acadèmica com a lingüista, a ser el primer gramàtic valencià de la Renaixença.

El seu afany per unificar els criteris normatius per l'escriptura en valencià va néixer com a resposta a un panorama literari ben divers, en què es podien distingir clarament dos grups. Per una banda, els escriptors populistes, que escrivien de manera gramaticalment anàrquica, i en la literatura dels quals els castellanismes eren molt freqüents, i per altra banda els sectors literaris més elitistes, que, dedicant-se sobretot a la poesia, conrearen una llengua que tampoc no seguia unes normes definides i que era extremadament arcaïtzant. Expressà clarament aquesta problemàtica en l’article de 1887 ¿Quosque tàndem?...:
"podemos decir que están con la primera el género dramático y el periodismo festivo (único que tiene vida en nuestra literatura, á pesar de generosos, pero desgraciados esfuerzos del periodismo serio), y con la segunda el género lírico en sus diversas manifestaciones, y la historia representada por algunas memorias, biografías, etc., que apenas si logran salir de la sombra protectora con que las cobija Lo Rat-Penat. De modo que la primera, es el ropaje con que se viste la literatura valenciana para mostrarse al común de los mortales, quedando la segunda reducida á una especie de lenguaje sagrado, como el de los antiguos sacerdotes egipcios, asequible únicamente à los iniciados."
A través d’aquest article, Nebot proposava una primera solució a la situació descrita: celebrar un congrés valencianista en el qual un dels punts importants ha de ser arribar a un consens en la codificació de la llengua valenciana. La seua opinió era que calia escriure dues gramàtiques diferents: una per al “valencià que ara es parla”, per a l’ús popular i les obres dramàtiques i periodístiques, i una altra per al “llemosí”, que utilitzarien els erudits per a la poesia.
El congrés mai va arribar a celebrar-se, així que l’any 1894 Nebot va assumir la responsabilitat de redactar la primera de les dues gramàtiques que proposava, i sota el títol d’Apuntes para una gramática valenciana popular, va crear el que per ell podia ser el cos gramatical del “valencià que ara es parla”. Per altra banda, aprofita aquesta publicació per fer una crida als membres de Lo Rat Penat perquè s'encarreguin de la segona gramàtica, la culta, ja que els considerava més preparats per aquesta tasca.
Davant la falta de consens entre els escriptors valencians per dur-la a terme, però, Nebot publicà finalment l’any 1910 el Tratado de ortografía valenciana clásica, completant la seua proposta de crear una gramàtica per al parlar popular i una altra pel valencià culte.

Aquesta iniciativa, però, va suscitar ja en el seu moment i també amb el pas dels anys diverses discrepàncies. Una de les coses que més se li ha retret ha estat l’ús del castellà en les seues obres gramaticals. La decisió anava en consonància amb la línia castellanitzant que seguiren totes dues gramàtiques de Nebot. Com reconeix als Apuntes para una gramática valenciana popular, prengué com a base la gramàtica castellana:
"no hay más remedio que bajar la cabeza ante la gramática de la Academia, única autoridad legítima, adaptando á ella en lo posible el valenciano por medio de un estudio comparativo, que es lo que vamos á hacer."
Així, en els casos problemàtics o amb diverses solucions possibles, Nebot optaria per les formes més properes al castellà. Aquesta actitud es feu extensible al Tratado de Ortografía Valenciana Clásica, ja que, entenent que la morfologia i la sintaxi havien de ser iguals en el llenguatge popular i en el literari, només hi confeccionà una ortografia diferent. Per tant, les solucions morfològiques i sintàctiques castellanitzants preses en els Apuntes es mantindrien, i, en el cas de la nova ortografia, Nebot seguí aquesta mateixa línia, que l’acaba menant a un secessionisme lingüístic, buscant apartar-se d’una normativa comuna per als països de parla catalana, i dotar el valencià d’una codificació diferenciada, de vegades apropant-lo més al castellà i d'altres aportant solucions pintoresques.
Aquest intent de diferenciació únicament ortogràfica entre el valencià elevat i el popular ens porta a una altra polèmica al voltant de la seua obra gramàtica. El Tratado fou prologat per Teodor Llorente, el qual, en el mateix pròleg, mostrà discrepàncies amb el contingut de l’obra de l’autor. Llorente opinava que l'estructura normativa d’una mateixa llengua no ha de variar en relació al registre d’ús. Per això, en el seu “Preámbulo” destaca el fet que el que hauria hagut de tractar Nebot en la seua segona obra gramàtica no era una nova ortografia, sinó les necessàries diferències lèxiques i la complexitat sintàctica que haurien de distingir el valencià culte del popular. De fet, la idea que havien d’existir dues gramàtiques valencianes diferents, d’acord amb els dos corrents literaris existents, no aportava una solució a la realitat anàrquica (gramaticalment i ortogràficament) i cada cop més diglòssica del valencià, sinó que accentuava aquesta problemàtica.

## Polèmica amb Antoni M. Alcover[6]
Potser la discrepància més evident que va suscitar l’obra gramatical de Nebot fou la que mantingué amb Antoni M. Alcover, que tingué lloc entre els anys 1908 i 1913.
La primera polèmica tingué lloc a partir d’una resposta d’Alcover a l’article que el valencianista Faustí Barberà publicà al diari Las Provincias. En múltiples respostes que s'estenen fins a l’any 1909, Alcover i Nebot discutiran sobre aspectes fonètics i ortogràfics. Nebot sobretot criticà el desconeixement d’Alcover envers la llengua valenciana, atac que aquest segon s'encarregà de desmentir, i la crítica d’Alcover es va centrar en els procediments dubtosos i els errors de Nebot.
La segona, referida al Tratado de ortografía valenciana clásica, s'insereix en el BDLC de 1912-1913. Alcover accedeix a publicar-hi un escrit que Nebot li envià en resposta a un estudi seu referit al valencià, i també hi publica la rèplica a aquest. Alcover, en síntesi, considera el sistema que planteja Nebot com a inadmissible.

I és que cal tenir en compte que, malgrat el seu interès per la llengua, Nebot no era la persona més indicada ni tenia els coneixements necessaris per redactar una gramàtica. Ell mateix ho reconegué, esperant uns anys que els intel·lectuals de Lo Rat Penat responguessin a la seua crida per normativitzar el valencià. Cal, però reconèixer el seu gran mèrit d’emprendre una tasca tan complexa, no només en una ocasió sinó completant, a falta d’ajuda, el seu propòsit de donar llum a dues gramàtiques diferents. És per això que la polèmica sempre es desenvolupà en termes amistosos. A tall d’exemple, les paraules d’admiració que Alcover dedicar a Nebot abans de la crítica al seu Tratado de ortografía valenciana clásica:
"[…] és el primer gramàtic de tot el regne de València i de tot el renaixement valencià. Sí, les lletres valencianes no n’han tingut cap altre, que sapiguem, de temperament gramàtic com En Nebot, ni d’un bon tros. Per això les obres d’En Nebot, fins quant va errat, tenen una singular importància, mereixen tota l’atenció del filòleg, i aquest les ha de tenir en compte si vol aglapir tots els elements de judici sobre la nostra llengua."

## Obra literària[7]
Tot i que és recordat per les seues obres gramaticals, Nebot va escriure obres en tots els gèneres literaris. En poesia, per exemple, va fer sonets (En el Segon Centenar de la mort de Calderón de la Barca), odes (A la libertad) i dècimes (A Don Quijote). Quant a prosa, escrigué les narracions Cándido García i Colección de cuentos (1900), contes (Juanita), assaigs històrics (La quema de Villarreal) i assaigs geogràfics (Algunos datos para el estudio etnográfico de la provincia de Castellón). Finalment, cal destacar la seua aportació a la dramatúrgia valenciana de finals del segle xix amb La pobreza victoriosa i sobretot Les companyies, peça premiada en els Jocs Florals organitzats per Lo Rat Penat l’any 1885.

## Obra en el seu camp professional
En el seu camp professional també realitzà algunes aportacions literàries: l’any 1986 guanyà un Premi de l’Institut Mèdic Valencià per la memòria Plantas medicinales cuyo cultivo conviene adoptar en el Reino de Valencia, l’any 1987 l’Apología del Dr. Jerónimo Virués, la qual constituí el cos del seu discurs d’obertura del curs 1987-1988 de l’Institut Mèdic Valencià, i, finalment, l’any 1988, el Catálogo de libros que componen la Biblioteca de la Facultad de Medicina de Valencia.